# Phil Upchurch
Phil Upchurch est un guitariste et bassiste américain de blues, de jazz et de rhythm and blues né le 19 juillet 1941 à Chicago dans l'Illinois

## Carrière
Phil Upchurch commence sa carrière en travaillant avec The Kool Gents, The Dells, et The Spaniels (en) avant d'épauler Curtis Mayfield, Otis Rush, et Jimmy Reed. Son association avec le membre des Kool Gents Dee Clark continue, puisqu'il joue de la guitare sur le hit de 1961, Raindrops. Il retourne ensuite à Chicago pour jouer et enregistrer avec Woody Herman, Stan Getz, Groove Holmes, B. B. King, et Dizzy Gillespie.
Plus tard, Upchurch fait partie d'un groupe appelé The Soulful Strings pendant les années 1960, avant de travailler avec Rotary Connection sur le label Cadet de Chess Records. En 1961, son disque You Can't Sit Down par le Philip Upchurch Combo se vend à plus d'un million d'exemplaires et reçoit un disque d'or. You Can't Sit Down, Part 2 a culminé au n° 29 sur le Billboard charts aux États-Unis. Il sort alors un premier album. Dans les années 1960, il part en tournée avec Oscar Brown, apparaissant sur l'album live de 1965,  Mr. Oscar Brown, Jr. Goes to Washington. Dans le milieu des années 1960, il devient guitariste maison de Chess Records et joue avec The Dells, Howlin' Wolf, Muddy Waters et Gene Chandler. Il joue également avec John Lee Hooker, Grover Washington, Jr et Cannonball Adderley. En 1971, il est invité pour jouer sur l'album London Howlin’ Wolf Sessions en tant que bassiste, avec des grands comme Eric Clapton, Steve Winwood, Charlie Watts et Bill Wyman.
Dans les années 1970, il travaille avec Donny Hathaway, Harvey Mason, Ramsey Lewis, Quincy Jones et conduit son propre quartet avec Tennyson Stephens. Il rencontre Bob Krasnow et Tommy LiPuma, les fondateurs de Blue Thumb Records, et sort Darkness Darkness. Upchurch joue sur This Christmas de Donny Hathaway et The Ghetto. Il joue également de la guitare sur l'album de Donny Hathaway Live (1972). Dans le milieu des années 1970 et 1980, il joue avec George Benson, Mose Allison, Gary Burton, Lenny Breau, Joe Williams, Chaka Kahn, Natalie Cole, Carmen McRae, Cat Stevens, David Sanborn, et Michael Jackson. Dans les années 1990, il travaille avec Jimmy Smith et Jack McDuff.
Son fils est le batteur Sean Rickman. Sa femme est l'actrice Sonya Maddox.

## Discographie

### En tant que leader
- You Can't Sit Down, Part Two (Boyd/United Artists #UAL-3162 mono and #UAS-6162 stereo, 1961)
- The Big Hit Dances: The Twist... (United Artists #UAL-3175 mono and #UAS-6175 stereo, 1962)
- Feeling Blue: The Phil Upchurch Guitar Sound (Milestone #9010; OJC #1100, 1967)
- Upchurch (Cadet/Chess #LPS-826, 1969) avec Donny Hathaway au piano.
- The Way I Feel (Cadet/Chess/GRT #LPS-840, 1970)
- Darkness, Darkness (Blue Thumb #BTS-6005, 1972)
- Lovin' Feeling (Blue Thumb #BTS-59, 1973)
- Upchurch/Tennyson avec Tennyson Stephens (Kudu/CTI #KU-22, 1975)
- Phil Upchurch (Marlin/T.K. Productions #MAR-2209, 1978) produit par John Tropea et George Benson.
- Free & Easy (JAM/Jazz America Marketing #007, 1982)
- Revelation (JAM #011, 1982)
- Name of the Game (JAM #018, 1983)
- Companions avec Jimmy Witherspoon (JAM #021, 1984) (Paladin, Virgin #PAL-4, pour le marché britannique).
- Phil Upchurch Presents L.A. Jazz Quintet (Pro Arte/Intersound #631, 1986) avec Brandon Fields, Bobby Lyle, Brian Bromberg, Harvey Mason.
- Dolphin Dance (Sound Service #6177, 1987)
- Midnite Blue (Electric Bird/King #KICJ-53, 1991) compilation des enregistrements chez JAM.
- All I Want (Ichiban #ICH-1127, 1991)
- Whatever Happened To The Blues (Ridgetop/Bean Bag/Go Jazz #55566, 1992) (Go Jazz #VBR-2066 pour le marché allemand).
- Love Is Strange (Ridgetop/Bean Bag/Go Jazz #55552; Go Jazz #6012, 1995)
- Rhapsody & Blues (Go Jazz #6035, 1999)
- Tell the Truth! (Evidence #22222, 2001) produit par Carla Olson.
- Impressions Of Curtis Mayfield by Jazz Soul Seven (BFM Jazz/Varese Sarabande #62413, 2012) produit par Brian Brinkerhoff, co-produit et arrangé par Phil Upchurch, avec Terri Lyne Carrington, Russ Ferrante, Master Henry Gibson, Bob Hurst, Wallace Roney, Phil Upchurch, Ernie Watts.

### Avec The Soulful Strings
- Paint It Black (Cadet/Chess #LPS-776, 1966)
- Groovin' with the Soulful Strings (Cadet/Chess #LPS-796, 1967)
- Another Exposure (Cadet/Chess #LPS-805, 1968)
- The Magic of Christmas (Cadet/Chess #LPS-814, 1968)
- Back by Demand: The Soulful Strings in Concert (Cadet/Chess #LPS-820, 1969)
- String Fever (Cadet/Chess #LPS-834, 1969)
- Play Gamble-Huff (Cadet/Chess/GRT #LPS-846, 1971)
- The Best of the Soulful Strings (Cadet/Chess/GRT #2CA-50022, 1972) compilation/2-LP set

### En tant que sideman
Avec George Benson
- Bad Benson (CTI, 1974)
- Good King Bad (CTI, 1975)
- Breezin' (Warner Records, 1976)

Avec Stan Getz
- What the World Needs Now: Stan Getz Plays Burt Bacharach and Hal David (Verve, 1968)

Avec Dizzy Gillespie
- The Real Thing (Perception, 1969)

Avec Donny Hathaway
- Live (Atco, 1972)

Avec Howlin' Wolf
- London Howlin’ Wolf Sessions (Chess/Rolling Stones Records, 1971) Avec Eric Clapton, Bill Wyman, Charlie Watts, Steve Winwood, Klaus Voormann, Ringo Starr, etc.

Avec Red Holloway
- Standing Room Only (Chiaroscuro, 2000)

Avec Hubert Laws
- The Chicago Theme (CTI, 1974)

Avec Ramsey Lewis
- Them Changes (Cadet, 1970)

Avec Jack McDuff
- The Natural Thing (Cadet, 1968)
- The Heatin' System (Cadet, 1971)
- Magnetic Feel (Cadet, 1975)

Avec Carmen McRae
- Fine and Mellow [live] (Concord, 1987)

Avec Ben Sidran
- Don't Let Go (Blue Thumb, 1974)